# Увисловский сельский совет
Увисловский сельский совет (укр. Увислівська сільська рада) — входит в состав
Гусятинского района
Тернопольской области
Украины.
Административный центр сельского совета находится в 
с. Увисла.

## Населённые пункты совета
- с. Увисла